# کوتولا (تگزاس)
کوتولا، تگزاس(به انگلیسی: Cotulla, Texas) شهری در ایالت تگزاس از ایالات جنوبی ایالات متحده آمریکا است. در سرشماری سال ۲۰۰۰، جمعیت این شهر ۳۶۱۴ نفر اعلام شد.

## نگارخانه

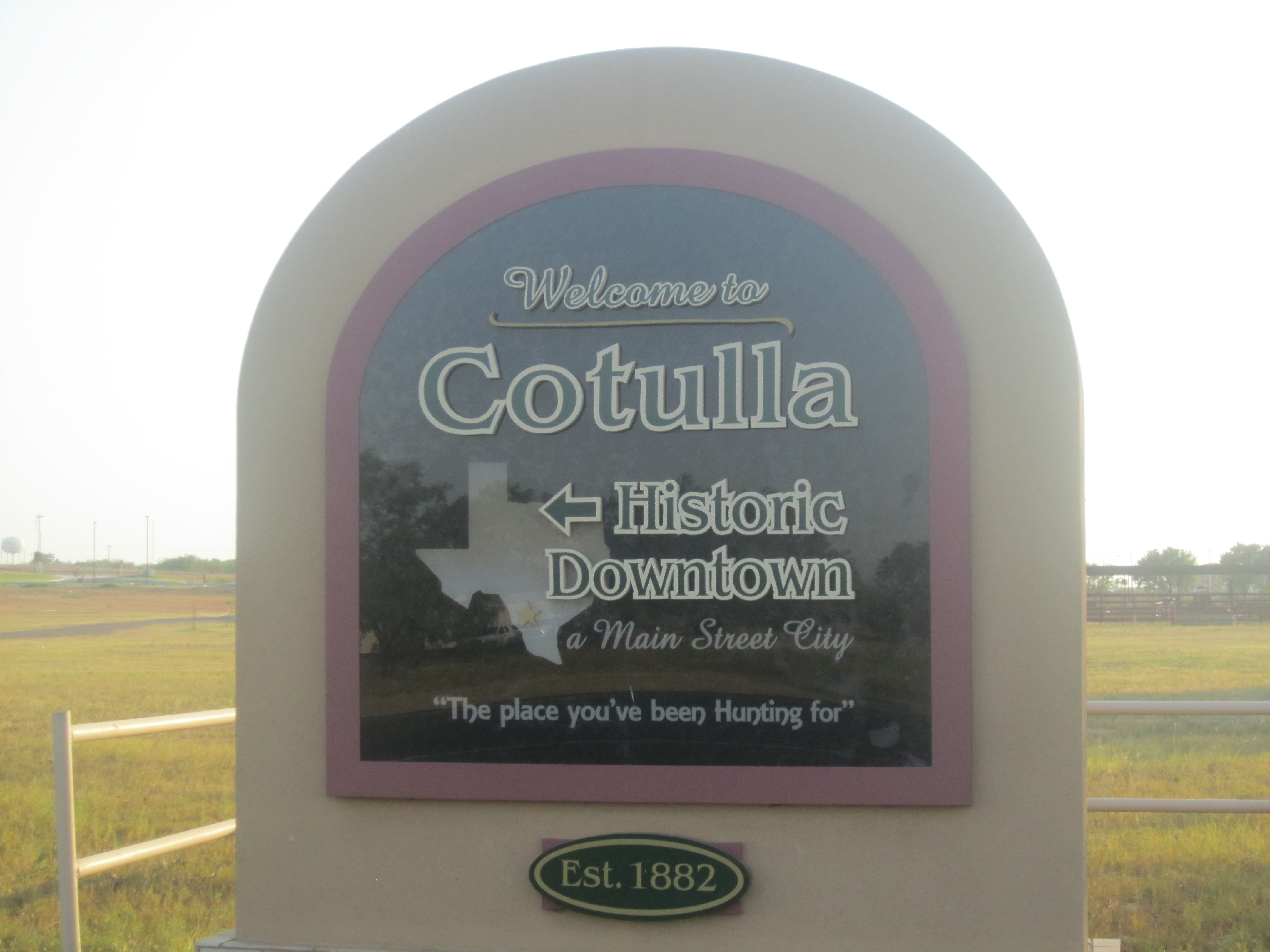
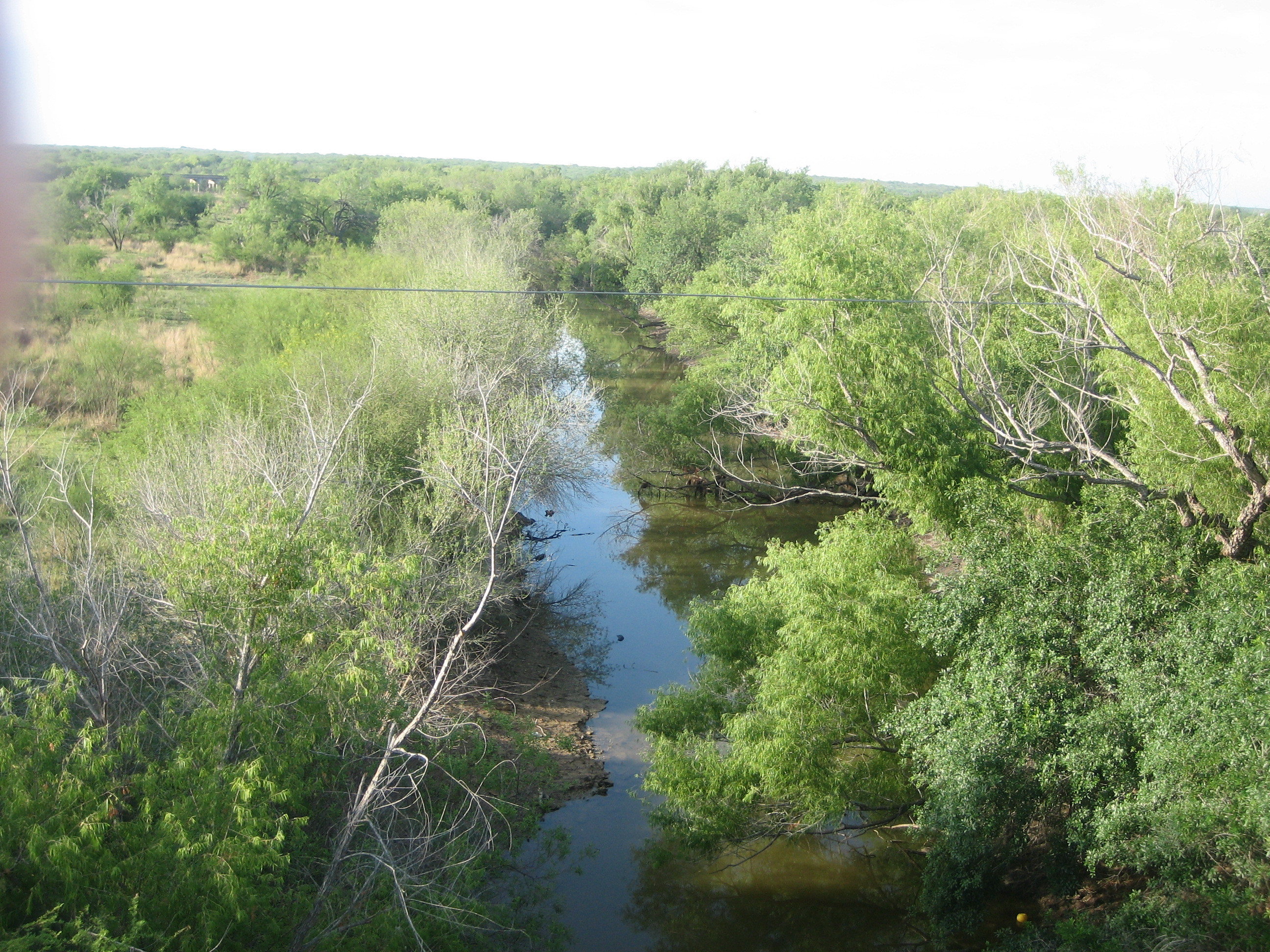
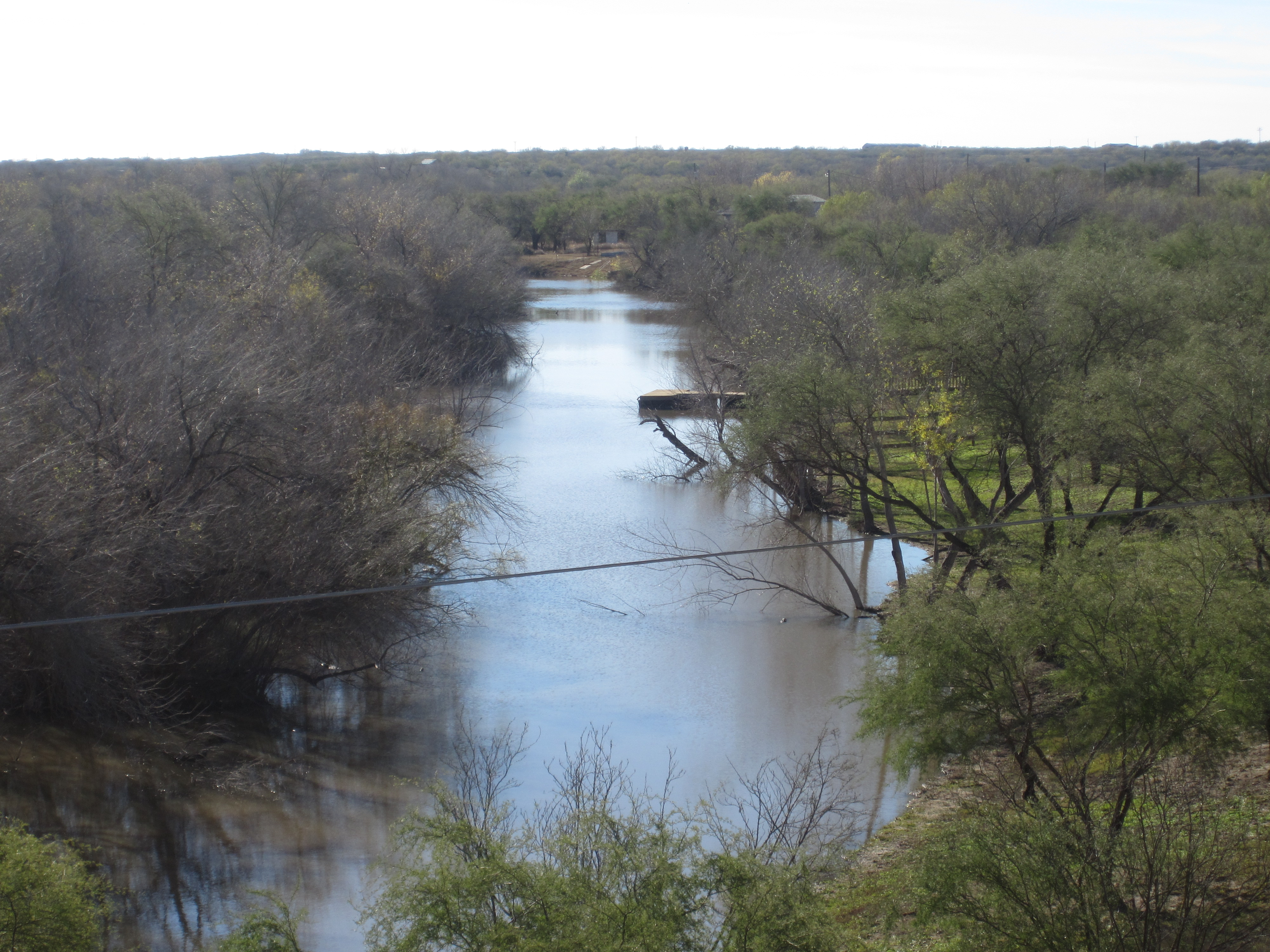
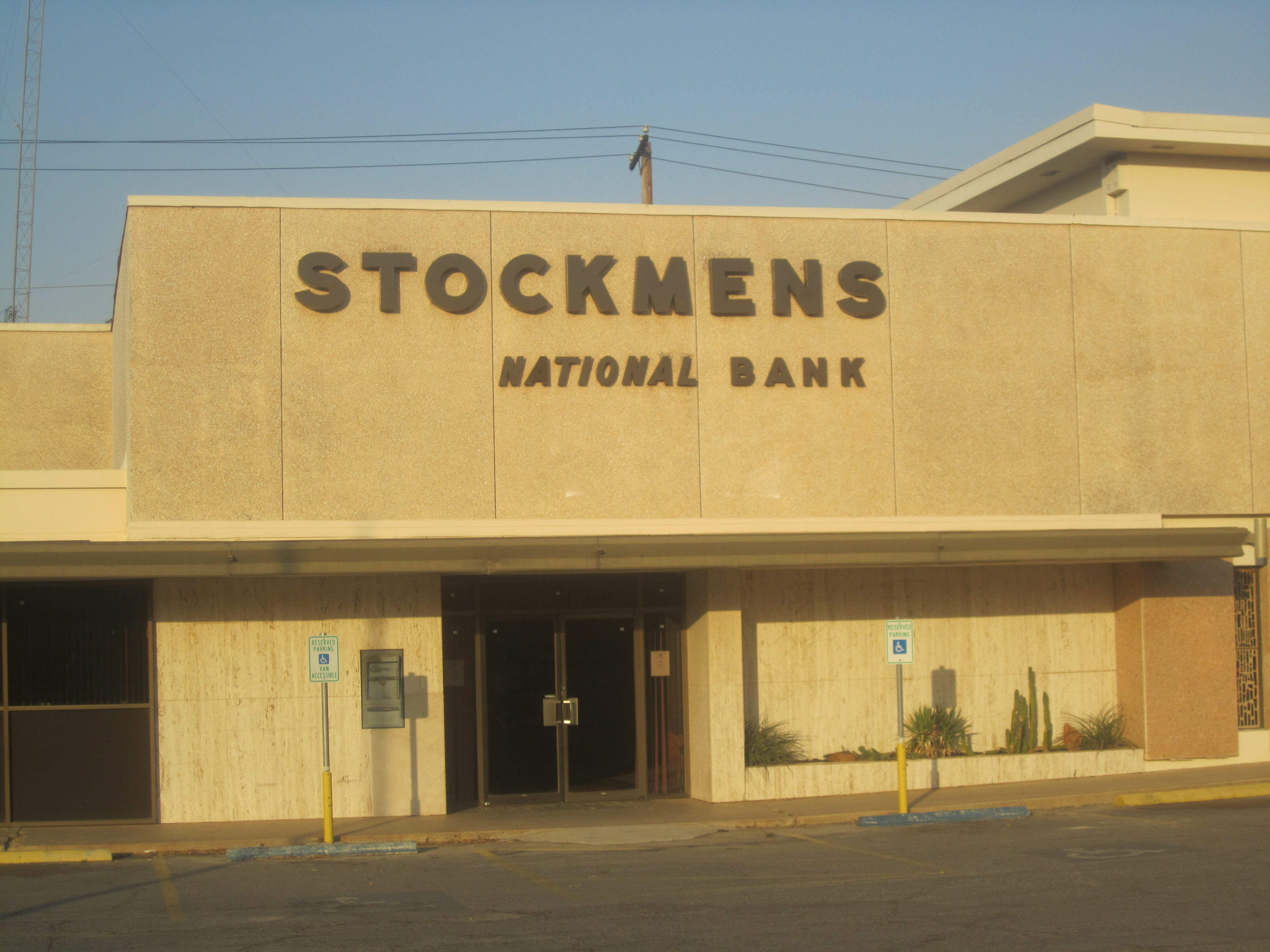
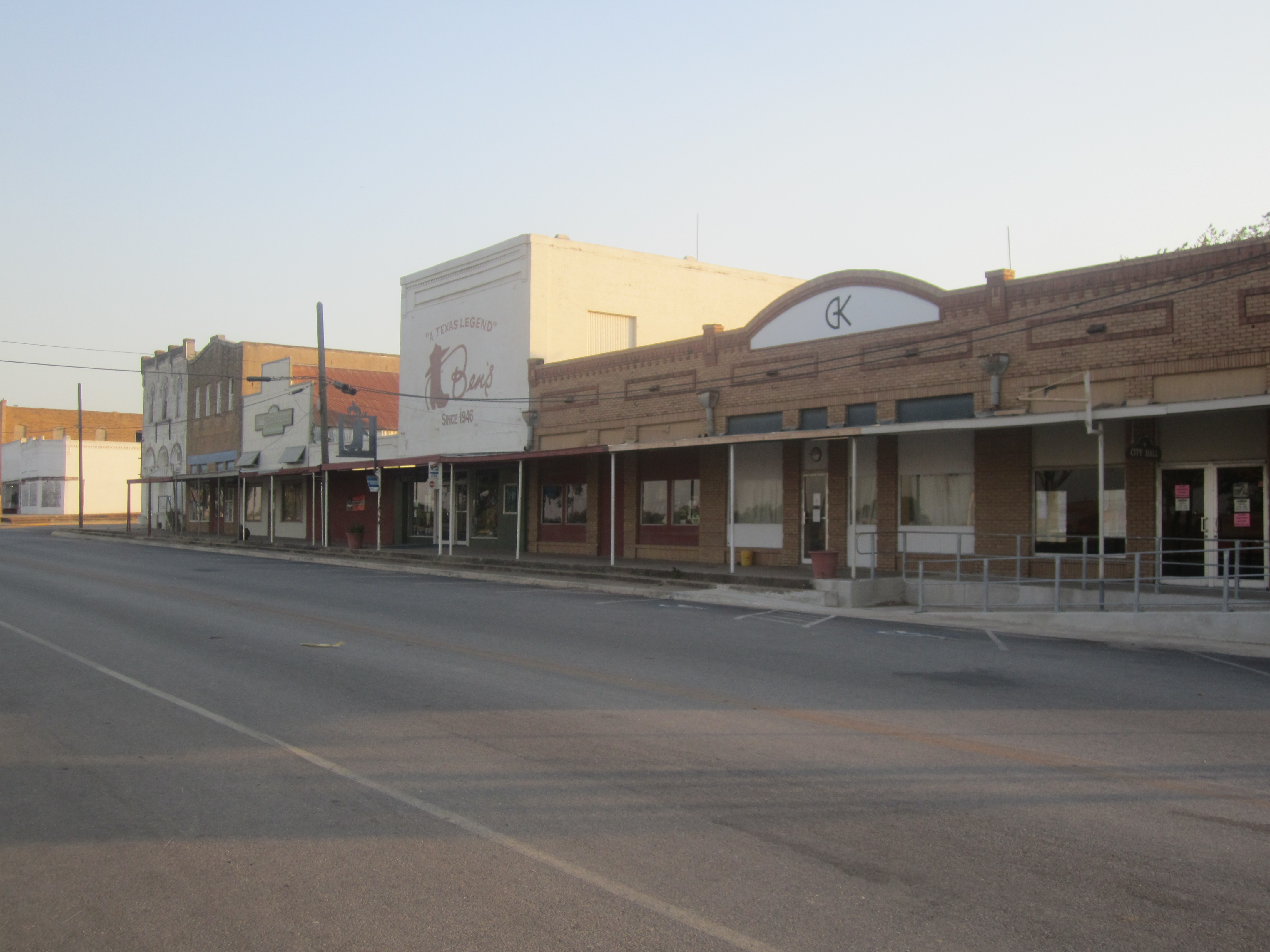
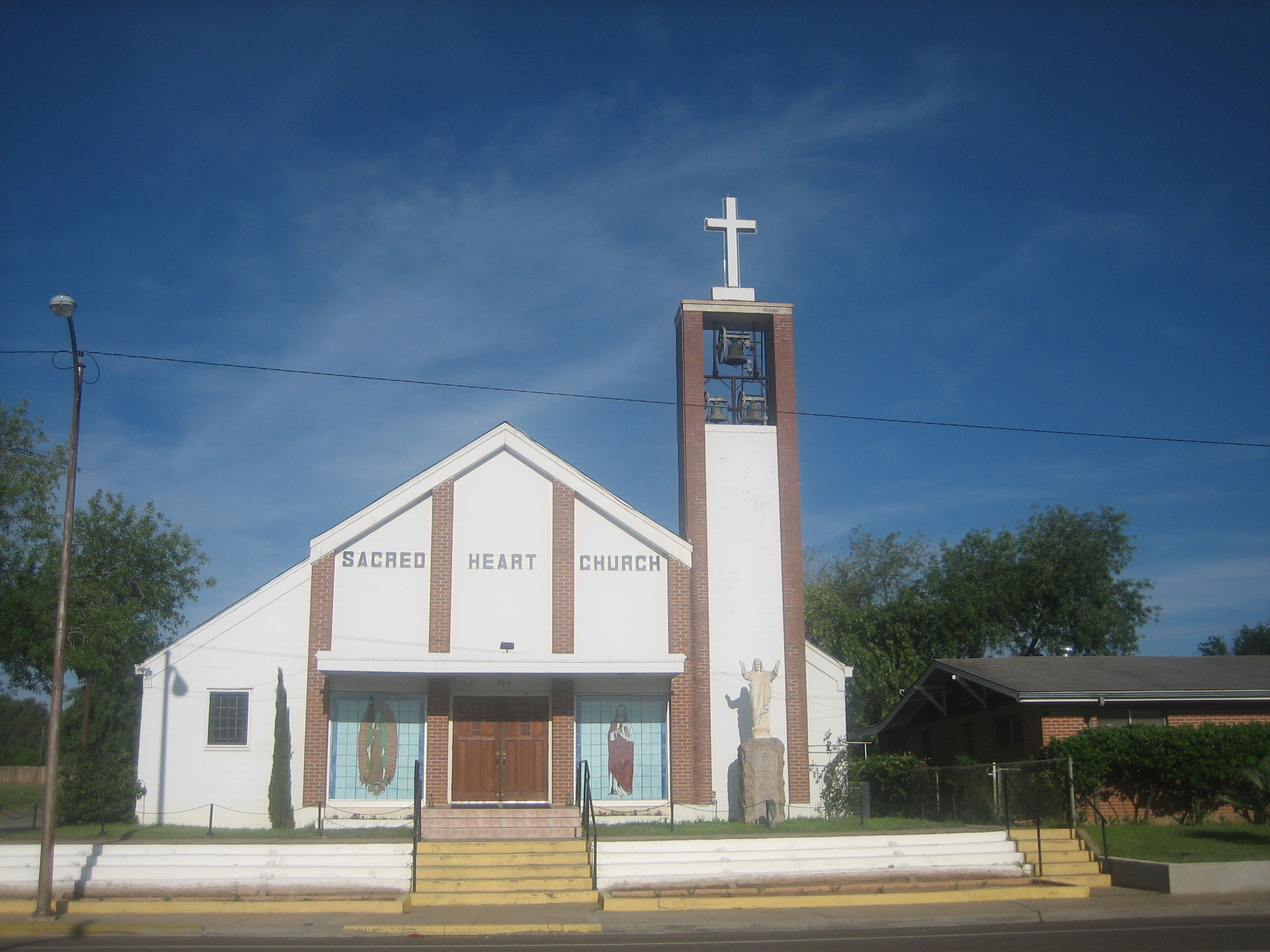
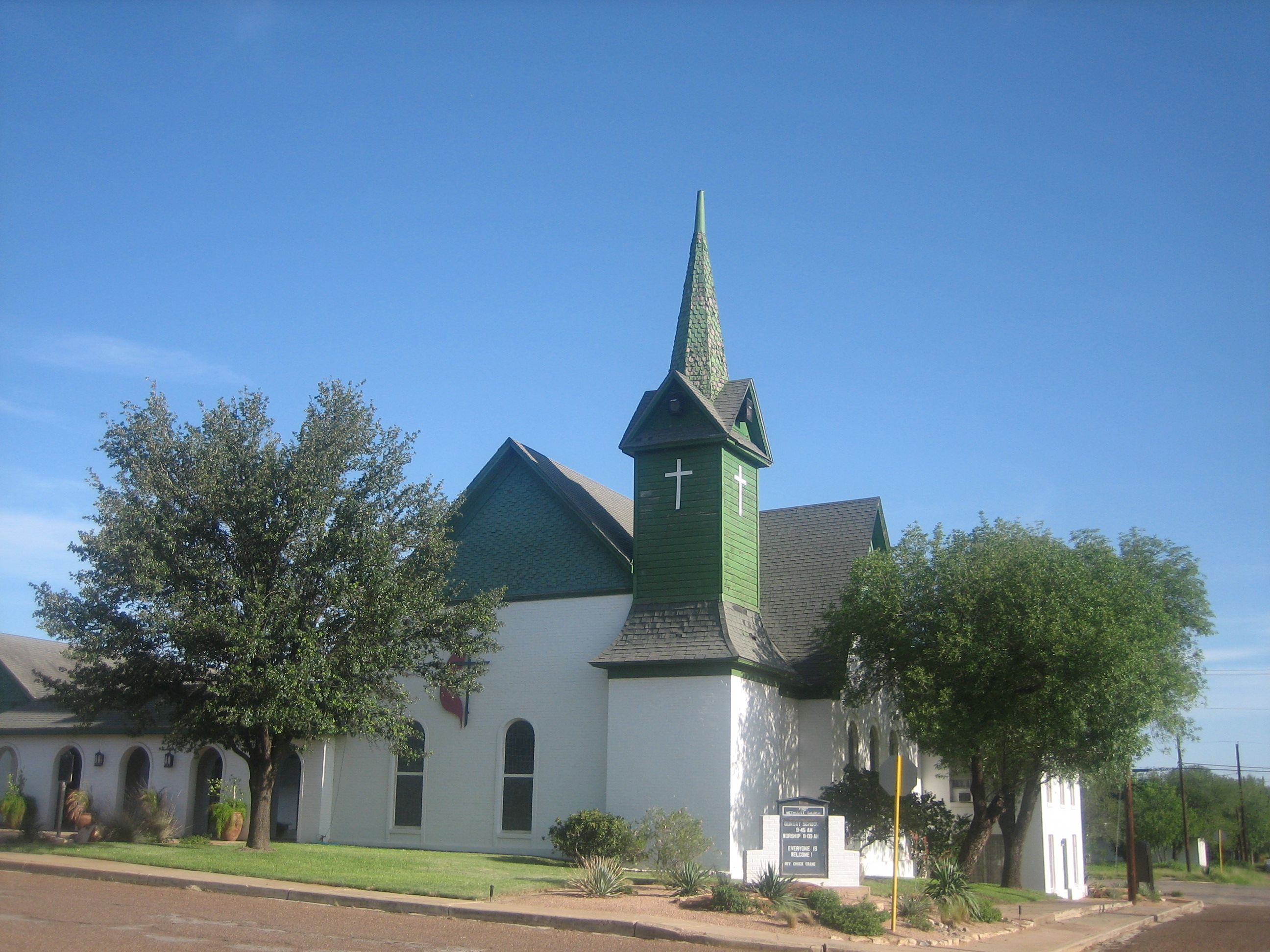
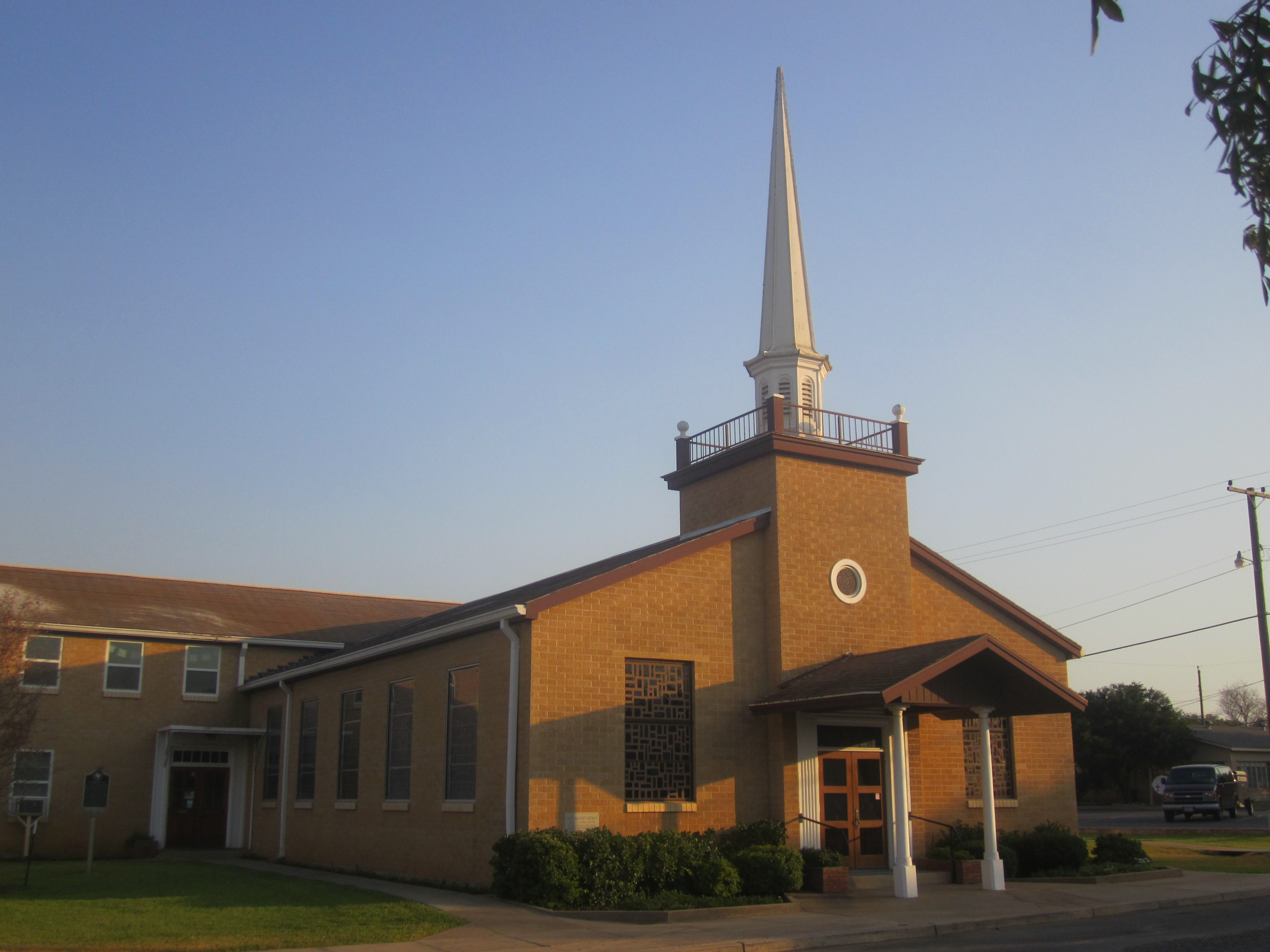
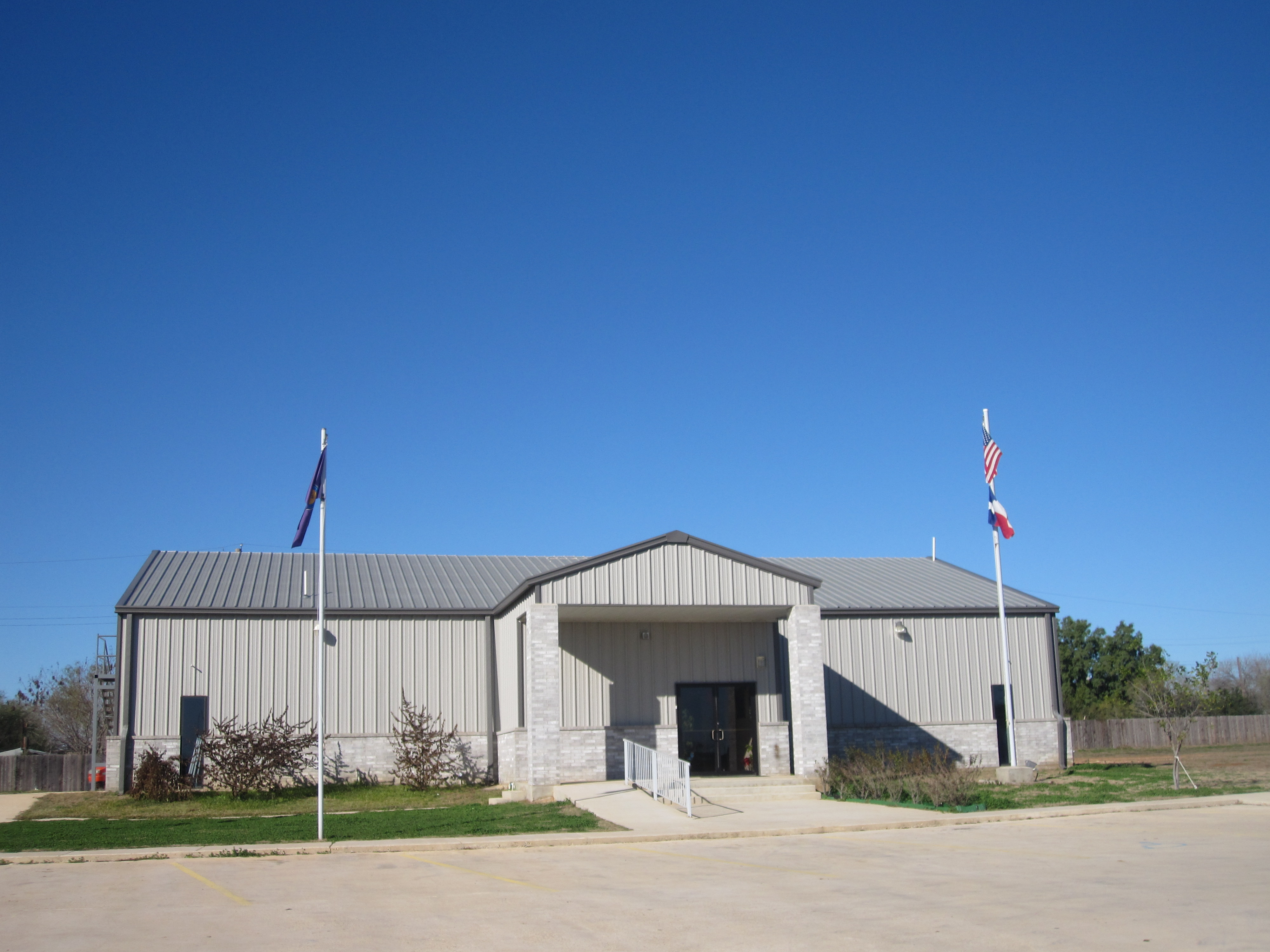
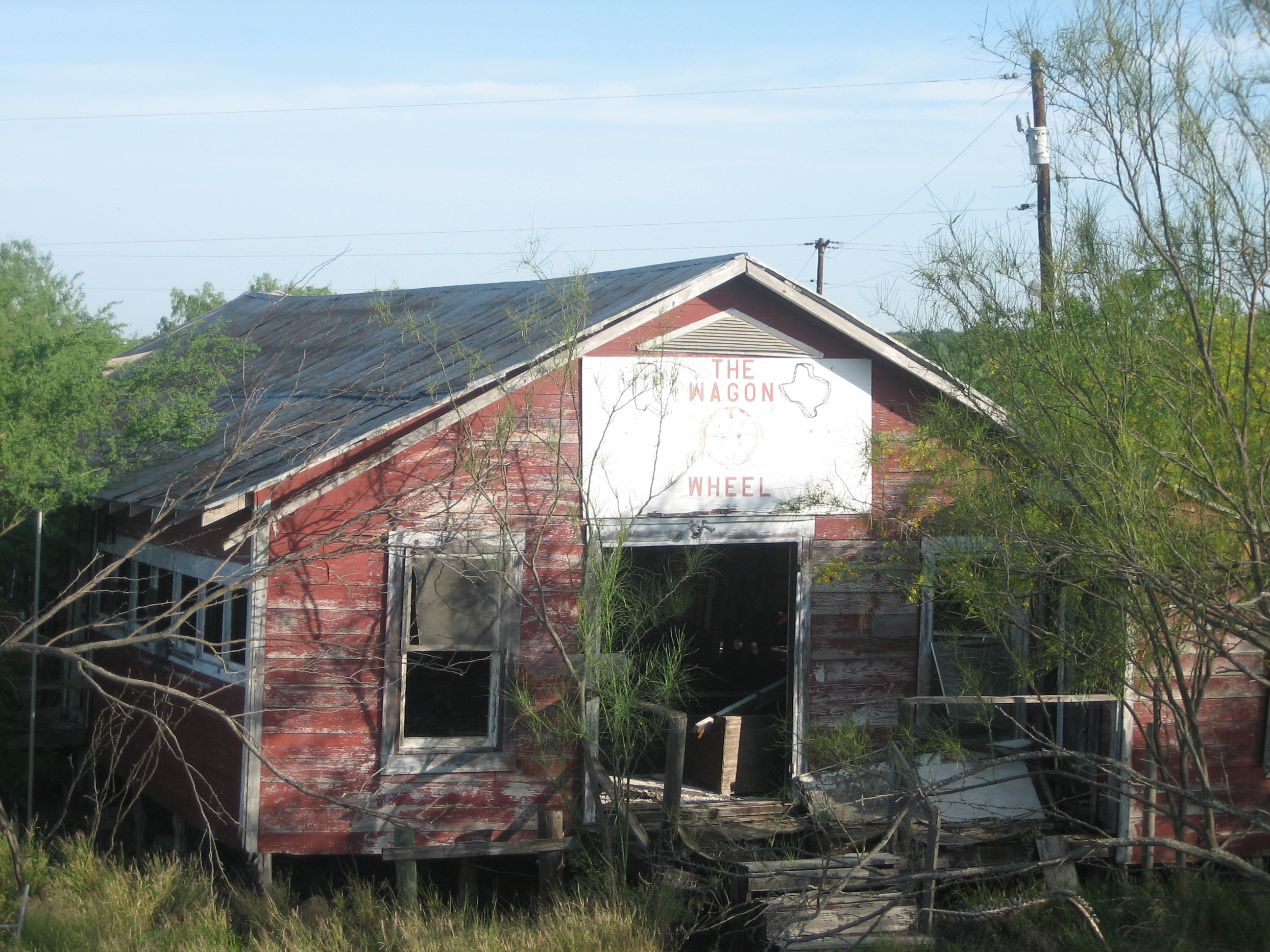